# L'Échange (film, 1992)
Pour les articles homonymes, voir L'Échange.
L'Échange est un court-métrage français de Vincent Pérez sorti en 1992.

## Fiche technique
- Titre : L'Échange
- Réalisateur : Vincent Pérez
- Scénario : Vincent Pérez et Régis Wargnier
- Photographie : François Catonné
- Musique : Patrick Doyle
- Pays d'origine :  France
- Format : couleur
- Durée : 6 minutes
- Sortie : 1992

## Distribution
- Dominique Blanc
- Andrzej Seweryn
- Marianne Denicourt
- Antoine Basler